# Родер
Родер (њем. Rodder) општина је у њемачкој савезној држави Рајна-Палатинат. Једно је од 74 општинска средишта округа Арвајлер. Према процјени из 2010. у општини је живјело 253 становника. Посједује регионалну шифру (AGS) 7131072.

## Географски и демографски подаци
Родер се налази у савезној држави Рајна-Палатинат у округу Арвајлер. Општина се налази на надморској висини од 440 метара. Површина општине износи 6,4 km². У самом мјесту је, према процјени из 2010. године, живјело 253 становника. Просјечна густина становништва износи 40 становника/km².